# Chauffour-lès-Bailly
Chauffour-lès-Bailly település Franciaországban, Aube megyében. Lakosainak száma 135 fő (2022. január 1.). Chauffour-lès-Bailly Bourguignons, Chappes, Courtenot, Fouchères, Marolles-lès-Bailly, Montreuil-sur-Barse, Poligny és Villemoyenne községekkel határos.

## Népesség
A település népességének változása:
| Lakosok száma | 104  | 91   | 101  | 109  | 120  | 119  | 122  | 128  | 129  | 135  |
|               | 1968 | 1982 | 1990 | 2006 | 2013 | 2015 | 2017 | 2019 | 2020 | 2022 |